# Odbojnik
Odbojnik je elastični i prigušni dio na prednjem i stražnjem kraju vozila, koji ublažuje udarce, to jest preuzima kinetičku energiju pri sudaru.

## Odbojnik cestovnih motornih vozila
Odbojnik cestovnih motornih vozila (kadšto branik) izrađuje se od metala ili plastike. Danas je sastavni dio, pa i stilski dio karoserije, te ima značajnu ulogu u zaštiti pješaka pri nalijetanju vozila. Kinetičku energiju pri sudaru te zaštitu putnika preuzima sigurnosna nosiva konstrukcija karoserije. Kod teških teretnih vozila samo je prednji odbojnik zadržao svoj prepoznatljivi oblik, dok je straga zamijenjen posebnim uređajem koji, kao i prednji odbojnik, pri sudaru s osobnim i lakim teretnim vozilom osigurava zaštitu od podlijetanja.

## Odbojnik željezničkih vozila
Odbojnik željezničkih vozila, kakav se ugrađuje i na kranske staze te prsobrane slijepih kolosijeka, pri manevriranju i međusobnim sudarima vozila omogućuje postupno prihvaćanje udarne sile, uz što manje povratno djelovanje. Kao elastični i prigušni dijelovi primjenjuju se čelične, polimerne i zračne opruge te hidraulični prigušivači, a kod vlakova velikih brzina i deformabilna postolja koja se pri sudaru mogu sabiti više od 250 mm. Visokoučinski željeznički odbojnici imaju povratni hod od približno 100 mm i prihvaćaju sile od 2,5 MN, a oni na deformabilnome postolju mehanički rad i do 100 kJ.

## Stožaste zavojne opruge
Stožaste zavojne torzijske opruge upotrebljavaju se za preuzimanje tlačnih sila u razmjerno rijetkim slučajevima. Zajedničko svojstvo tih opruga jest što se pri opterećenju uzdužnom (aksijalnom) silom nejednolično deformiraju u uzdužnom smjeru. Progib im raste u istom smjeru u kojem se povećava promjer tijela opruge, jer u istom smjeru raste i moment uvijanja (torzije) kojim su one opterećene. Zbog toga im karakteristika može biti progresivna.

#### Proračun
To svojstvo i nejednolično dosjedanje zavoja jednoga na drugi (veći zavoji dosjednu prije), čine izvedbe tih opruga teško pristupačnim proračunu. Međutim, za kontrolu naprezanja opruga koji onemogućavaju dosjedanje zavoja jer kod progiba oni mogu ući jedan u drugi, mogu se s dobrim približenjem upotrijebiti odgovarajuće jednadžbe proračuna cilindričnih zavojnih torzijskih opruga, s time da se Dm zamijeni s Dmv i da se uzmu u obzir korekcijski koeficijenti nejednoličnosti raspodjele naprezanja, specifični za stožaste zavojne opruge, koji se također mogu naći u priručnicima. Također analognim postupkom za progib tih opruga dobije se izraz:
{\displaystyle f={\frac {16\cdot F\cdot z\cdot D_{m}}{d^{4}\cdot G}}\cdot (D_{mv}^{2}+D_{mu}^{2})}
Gdje oznake odgovaraju slici ili su poznate od prije. 
Kao i u prethodnim slučajevima iz ovog izraza koji pokazuje međusobnu zavisnost progiba, opterećenja, broja zavoja, promjera žice i materijala opruge, mogu se izvesti i sve ostale jednadžbe za proračun. 
Jedna poseban oblik tih opruga su takozvane opruge za odbojnike. One se izrađuju od naročitih čeličnih traka čija debljina raste od krajeva opruge prema sredini, pa se dobivaju stožaste opruge s pravokutnim presjekom koji opada od sredine i prema vani i prema unutra. Vrlo progresivna karakteristika, mali progib pod velikim opterećenjem i mali prostor potreban za smještaj tih opruga čine ih prikladnim za preuzimanje vrlo velikih udarnih sila.

### Opruge opterećene na vlak i tlak
Od metalnih opruga u tu skupinu ubrajaju se samo prstenaste opruge koje služe za preuzimanje tlačnih vanjskih sila. Slično kao i tanjuraste i te opruge sastavljaju se od dijelova (elemenata). To su različito oblikovani vanjski i unutrašnji prstenovi s međusobnim dosjednim površinama zakošenim prema osi pod stanovitim kutom. Izrađuju se od ugljikovih čelika s naknadnim kaljenjem.
Te opruge pod opterećenjem dobivaju progib na taj način, što se vanjski prstenovi šire, a unutrašnji stežu, pri čemu dolazi do klizanja njihovih površina jednih po drugima. Pri tome se pojavljuju tangencijalna naprezanja na vlak u vanjskim, a na tlak u unutarnjim prstenovima. U procesu je važno i trenje. Zbog trenja pod opterećenjem, primljeni rad opruge sastoji se od mehaničkog rada utrošenog za elastično deformiranje i rada utrošenog za svladavanje trenja, čiji rad opruga predaje kad se rastereti, manji je od rada kojega opruga proizvodi kod povratnog hoda opet za rad koji se pri tome utroši na trenje. 
Bitno je provjeriti i minimalnu zračnost među susjednim vanjskim, odnosno unutrašnjim prstenovima, koja, da bi djelovanje opruge bilo osigurano, ne smije biti prekoračena u radu. Prigušni rad prstenastih opruga razmjerno je velik, a progib malen. Osim toga, kad su ispravno podmazane, mogu raditi i do 5 godina bez nadzora. Zbog tih svojstava mnogo se upotrebljavaju u odbojnicima željezničkih vozila a i za druge namjene, na primjer u prešama, valjaoničkim stanovima, rudarstvu, brodogradnji i gradnji zrakoplova.

## Vanjske poveznice
|  | Zajednički poslužitelj ima još gradiva o temi Odbojnik |

|  | Zajednički poslužitelj ima još gradiva o temi Odbojnik |